# Герах
Герах (нім. Gerach) — громада в Німеччині, розташована в землі Баварія. Підпорядковується адміністративному округу Верхня Франконія. Входить до складу району Бамберг. Складова частина об'єднання громад Баунах.
Площа — 7,78 км2. Населення становить 960 ос. (станом на 31 грудня 2020).